# EgoVox
EgoVox est une bande dessinée franco-belge de science-fiction, en trois tomes, de Yigaël et Céka publiée par Akileos.

## Synopsis
En l’An 227 après Ego One, dans un monde où chaque humain vit en fonction du journal prédictif EgoVox. Les androïdes, pourtant interdits par la constitution, sont sur le point d'asservir totalement les hommes… Le dernier obstacle à leur domination : quelques hommes et robots domestiques réunis au sein de la « Grande Cause »…
Un événement imprévu va placer Milk Shake à la tête de la rébellion…

## Personnages principaux
- Milk-Shake

Milk-Shake est le robot domestique de Wooker. En plus de ses tâches ménagères, il s’occupe aussi de dicter à son maître son programme de la journée, révélé par le journal prédictif EgoVox.
En plus de son aptitude à réfléchir, Milk Shake est aussi capable d’émotion et de sentiments très humains…
Peut-être pourrait-il un jour tomber amoureux ?
- Wooker

Wooker est cadre moyen dans le conglomérat de l’Énergie d’Egosfer. Il est bien noté, très investi et sensible à l’appréciation des autres. Il ne pense pas, il récite.
Il ne vit pas, il exécute. Un vrai petit robot au comportement mécanique !
À l’image des habitants d’Egosfer, il est très égocentré, narcissique. Un reflet de notre société actuelle?
- Leïto

Leïto est l’assistante de Wooker. C’est une rebelle en puissance, mais Onoff, son robot domestique, la tient volontairement en dehors de la « Grande Cause », voulant lui éviter tout risque.
Wooker en est secrètement amoureux. Ce qui n’est absolument pas réciproque. Il attend que son journal l’en informe pour lui déclarer son amour…
- Welldone

Inventeur fantasque et génial, Welldone fait partie de la « Grande Cause ».
Son antre secret est une véritable caverne d’Ali Baba qu’il dissimule bien sûr aux autorités. Il a toujours l’invention qu’il faut, quand il faut !
Mais ce rebelle est un homme d’action, pas de parlotte. Il boycotte donc toutes les réunions forcément absconses !
- Ego-One

Ego-One est le dernier prophète aux yeux des humains. Mais est-il un nouveau Jésus-Christ ou
seulement une pure invention des androïdes ou des hommes ? Messager de la religion prédictive, l’Egologie, il est vénéré par tous, celui qui a apporté la paix universelle.
L’histoire nous révélera la réalité ou non de son existence…

## Les grands principes de l'Egologie
Depuis toujours, l’Homme a cherché à lutter contre l’inconnu, l’insécurité, l’incertitude du lendemain…
Mais aucune religion ou science n’a jamais réussi à lui dévoiler la Grande Vérité sur le fonctionnement du monde et sa destinée…
En en perçant les secrets divins, le prophète Ego One a sorti l’Humanité de millénaires de« nuit noire » et a amené une ère de paix universelle…Grâce à un « Super Calculateur » relié à son cerveau, Ego One a réussi
à déchiffrer toutes les équations binaires de l’univers. Avec Ego One, tout est déjà écrit…Alors, prophète ou mystificateur ? Bien sûr, il existe quelques rebelles à l’Egologie, des égo-déviants, mais ils sont très minoritaires…
- L’Egologie, religion universelle, est fondée sur quelques grands principes :

• « En vérité, je vous le dis, tout est déjà écrit »
La grande architecture de l’univers est une « horlogerie » d’une extrême précision réglée par le grand pouvoir mystique et spirituel des chiffres, les grands ordonnateurs invisibles de l’univers. Dieu n’est-il pas surnommé le « Grand Horloger » ? Il suffisait de percer le mystère de la Grande Équation du monde. Ego one l’a fait ! Jadis, les humains l’avaient tenté en mettant au point la numérologie, forme très primaire et fantaisiste de l’Egologie. Ego One en a fait une religion prédictive fiable reposant sur la Loi incontestable des chiffres : c’est ainsi qu’il peut révéler quotidiennement à chacun son « chemin parfait » dans le journal prédictif « EgoVox, journal personnalisé et donc unique.
• « Aller contre son destin, c’est aller contre l’Humanité »
L’Homme a péché jusqu’alors par excès d’égoïsme. C’est notre nombrilisme qui nous a poussés à penser que nous étions maître de notre destin et que nous pouvions en changer le cours. Pendant des millénaires, la vie de l’humanité n’a été qu’un enchevêtrement de carambolages narcissiques entre des intérêts individuels déréglés. De là venait le malheur du monde !
• « La paix intérieure, c’est la paix extérieure »
L’amour universel ne peut être atteint que par l’acceptation de sa condition et de sa destinée dans les moindres détails. Le libre-arbitre est un leurre car chacun est un minuscule rouage de l’univers parfait. Si chacun accepte de suivre la voie que l’esprit parfait lui a dédié, tous vivront dans le bonheur avec la certitude d’être à sa bonne place et de remplir sa pleine fonction. La paix universelle, et pour les siècles des siècles, en sera la récompense suprême.
• « Il n’y a pas de cause sans effet »
Ego one a également révélé l’existence de la réincarnation : chaque vie est une école où les mauvais élèves sont obligés de recommencer jusqu’à ce qu’ils comprennent. Ceux qui suivent le plus fidèlement le chemin parfait qui leur est indiqué quotidiennement rencontrent de plus en plus d’événements gratifiants et, dans leur prochaine vie, ils sont assurés de vivre dans des conditions toujours meilleures. Les élites sont donc devenues aussi des élites spirituelles respectées et dont les vies sont sans cesse citées en exemple.

## Albums
1. Le Destin n'est plus ce qu'il était (2006)
2. Le Jour où je me suis rencontré (2008)
3. Une bien belle journée pour mourir (2010)

## Musique
Le groupe Hynner a composé un album inspiré de l'univers d'Egovox.